# 撒餌経
撒餌経（さつじきょう、巴: Nivāpa-sutta, ニヴァーパ・スッタ）とは、パーリ仏典経蔵中部に収録されている第25経。猟師経（りょうしきょう）、『餌食経』（えじききょう）とも。
類似の伝統漢訳経典としては、『中阿含経』（大正蔵26）の第178経「猟師経」がある。
釈迦が、比丘たちに向かって、悪魔と比丘の関係を、猟師と鹿の関係に喩えつつ、解脱への道を説く。

## 日本語訳
- 『南伝大蔵経・経蔵・中部経典1』（第9巻） 大蔵出版
- 『パーリ仏典 中部（マッジマニカーヤ）根本五十経篇I』 片山一良訳 大蔵出版
- 『原始仏典 中部経典1』（第4巻） 中村元監修 春秋社